# ヰ世界情緒
ヰ世界情緒（いせかいじょうちょ、Isekaijoucho）は、日本の歌手、バーチャルシンガー。KAMITSUBAKI STUDIO所属。

## 概要
自らの歌と創作で世界を表現することを夢見る、バーチャルダークシンガー。
力強く儚い歌声で、”ヰ世界情緒”というキャンバスの上に闇と光、新しい物語を紡ぐ。
シンガーとしてだけでなく、イラスト、ナレーション、声優など様々な方面で自らの表現をおこない、作品を創り出す、唯一無二のクリエイター。—KAMITSUBAKI STUDIO 公式ウェブサイト
自らの歌と創作で物語を生み出すことをコンセプトとし、「バーチャルダークシンガー」を自称する歌手。歌、ボイス、絵、ストーリーなど、様々なものを製作している。2019年12月のデビュー以降、オリジナル楽曲やVOCALOIDを中心としたカバー楽曲（歌ってみた楽曲）をYouTubeに投稿し続けている。
キャラクターデザインはイラストレーターのorie。「ヰ世界情緒」の名付け親はマネージャーの耐諷。
2021年3月14日からは、『花譜 2nd ONE-MAN LIVE「不可解弐Q2」』開催後に花譜、理芽、春猿火、幸祜とともに結成したバーチャルアーティストグループV.W.Pとして活動している。ファンの名称は「観測者ヰ組」（かんそくしゃ いぐみ）。

## 来歴と活動

### 音楽活動
様々な活動を行っているが、メインとなるのは歌である。ネットメディア「PANORA」のライター草野虹は歌声について、「透き通るようなクリーンな声色を伸びやかに発しながらも、少し低めの音程ではイメージに似つかわしくないほどに力のあるボーカルであり、高音部・低音部で深い輪郭を感じるハッキリとしたボーカリズム」と評している。また「BIG UP!」では、その歌声は「甘美で少女のような初々しさを保ちながらも、得体の知れない色気を孕む」「幼さも成熟も感じさせる」などと評されている。
子供の頃から音楽が好きで、それだけでなく「音を聴く」という行為そのものがすごく好きだったと語っている。歌だけでなく、映画やゲームのサウンドトラック、環境音楽、身の回りで鳴っている音といった、見ているもの以上に世界を広げてくれる音楽や音に関心を持ち続けていた。そして、その延長線上に「音楽活動をやりたい」という意志があった。自覚している範囲では、小学1年生の頃に親から譲り受けた携帯電話の中に入っていたベートーヴェンの「月光ソナタ」が音楽との出会いであり、何度も繰り返し聴いていた。保育園の頃には何らかのテーマソングを自分で作り、クラスのみんなで歌いたいと先生にお願いしたり、小学生の頃にチケットを自作して人前で歌を披露したりと、幼少期から活発なタイプであった。
2019年12月9日にバーチャルアーティストとしてデビューした。本人は、好奇心旺盛なこともあり、新しい感覚に出会えるところに惹かれ、自然にバーチャルの世界で活動していこうと決めたと語っている。同時に、バーチャルという領域がなければ、歌手になろうとは思っていなかったかもしれないとも語っている。
初めて投稿したオリジナル楽曲は、2020年2月の「物語りのワルツ」であった。2020年9月に公開した「とめどなき白情」のミュージックビデオは、2020年12月時点で100万回再生を突破している。その後2020年12月26日に開催された「キャンディライブ」で初披露された楽曲「シリウスの心臓」は500万回再生を突破し、ヰ世界情緒の代表曲とされる。
初のデジタルリリースは、「物語りのワルツ」「ジオラマドラマ」「いろはに咲きて」の3曲のシングルであった。フルアルバムとしては、これまでに1stアルバム『創生』、2nd アルバム『色彩』の2作をリリースしている。2nd アルバムまでの楽曲で歌詞の中で「色」という言葉が使われたものは、14曲ほどあり、1st、2nd ともに7曲ずつ含まれている。
楽曲のうち「暮れなずむ約束」は、2022年10月9日からTOKYO MXで放送されたテレビアニメ「ピーター・グリルと賢者の時間 Super Extra」のオープニングテーマとして用いられた。また、花譜とのデュエット曲「深淵」は「ブラック・サージナイト」のイメージソングとなっている。また、『KAMITSUBAKI x Monark Compilation Album「Awake」』に収録された「何億光年の孤独」「この夢に弔いを」および春猿火とのデュエット曲「愛厭奇縁」は『モナーク/Monark』の挿入歌となっている。2024年9月には、アニプレックス×アカツキのゲーム『HYKE:Northern Light(s)』の主題歌「Silhouette feat. ヰ世界情緒」を担当することが発表された。
2022年9月に「ヰ世界情緒展」にて先行公開された楽曲「かたちなきもの」は、ヰ世界情緒自身が初めて作詞に挑戦し、香椎モイミとともに共作している。また、下記のライブ『ヰ世界情緒 3rd ONE-MAN LIVE「Anima III」』にて発表され、2025年3月26日にリリースされた「みらいのかたち」はヰ世界情緒自身が単独で作詞を行った。

### ライブの出演と開催

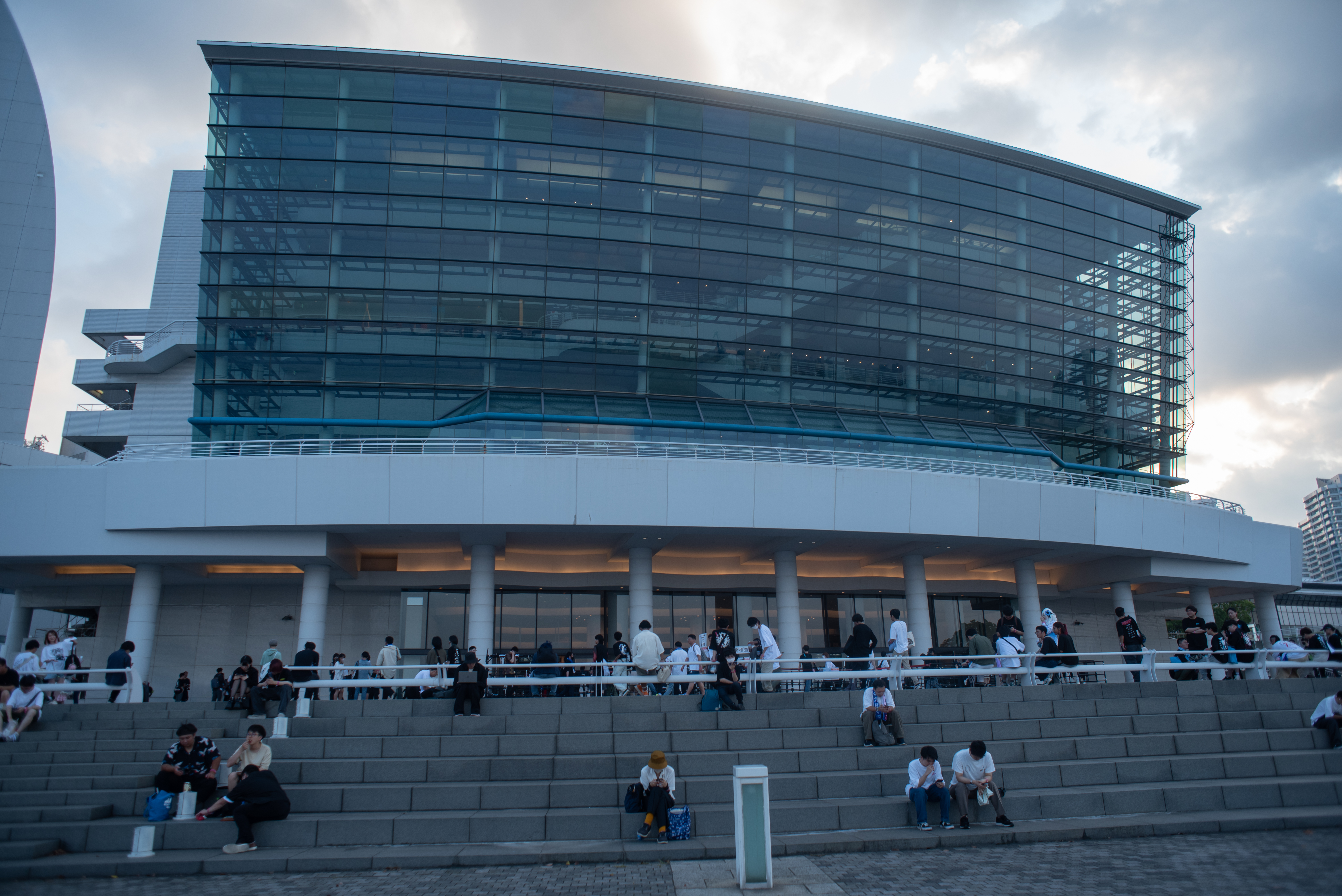
『Anima III』が開催されたパシフィコ横浜国立大ホール

2020年10月10日には、配信ライブ『花譜 2nd ONE-MAN LIVE「不可解弐Q1」』に出演し、花譜と「雛鳥」をデュエットした。2021年3月13日には、『花譜 2nd ONE-MAN LIVE「不可解弐Q2」』に出演し、花譜らとバーチャルアーティストユニットV.W.Pを結成した。
単独で初めてのライブは2020年12月26日に開催された、カバーライブ「キャンディライブ」であった。これはYoutube Liveにて無料で公開された。2023年1月14日には、2度目のストリーミングカバーライブ「キャンディライブ2」を開催した。
初のワンマンライブ『ヰ世界情緒 1st ONE-MAN LIVE「Anima」』は、2021年10月23日にオンラインで開催された。タイトルである「Anima」は魂を意味する。Twitter ハッシュタグ「#ヰ世界情緒Anima」は日本および世界カテゴリでトレンドワード1位となった。2nd ワンマンライブ『ヰ世界情緒 2nd ONE-MAN LIVE「Anima II -神椿市参番街-」』は2023年6月18日にオンライン開催された。初の有観客現地ライブは、2024年8月7日にパシフィコ横浜 国立大ホールにて開催され、KAMITSUBAKI WARS 2024 神椿横浜戦線 1日目の『ヰ世界情緒 3rd ONE-MAN LIVE「Anima III」』と題された。
2023年には「parallel canvas」と題したバーチャルミニライブが2回開催された。2023年4月15日には、第1回の『ヰ世界情緒 Virtual mini live「parallel canvas」』が開催された。ヰ世界情緒としては珍しい、ポップでキュートな楽曲が演奏された。2023年10月28日には第2回の『ヰ世界情緒 Virtual mini live「parallel canvas II」』が開催された。こちらでは、ダークで仄暗い世界観の楽曲が演奏された。この「parallel canvas」の発端は、2023年4月1日のエイプリルフールで、普段はバーチャルシンガーであるヰ世界情緒が1日だけアイドルになるという企画を行ったことによる。翌年の4月1日には、この企画がゲーム化され、『project canvas～ヰ世界情緒育成計画～』が実際にリリースされた。また、これらのライブから派生する形で、コンセプチュアルなオリジナル楽曲を発表する「parallel universe」シリーズがスタートした。
2024年12月8日には、デビュー5周年を記念して『ヰ世界情緒 Virtual mini live「Collection Bouquet」』が開催された。
ライブを経験することでやり遂げることができたという達成感を感じ、次の目標が見えてステップアップできる機会となっている、と語っている。

### イラスト

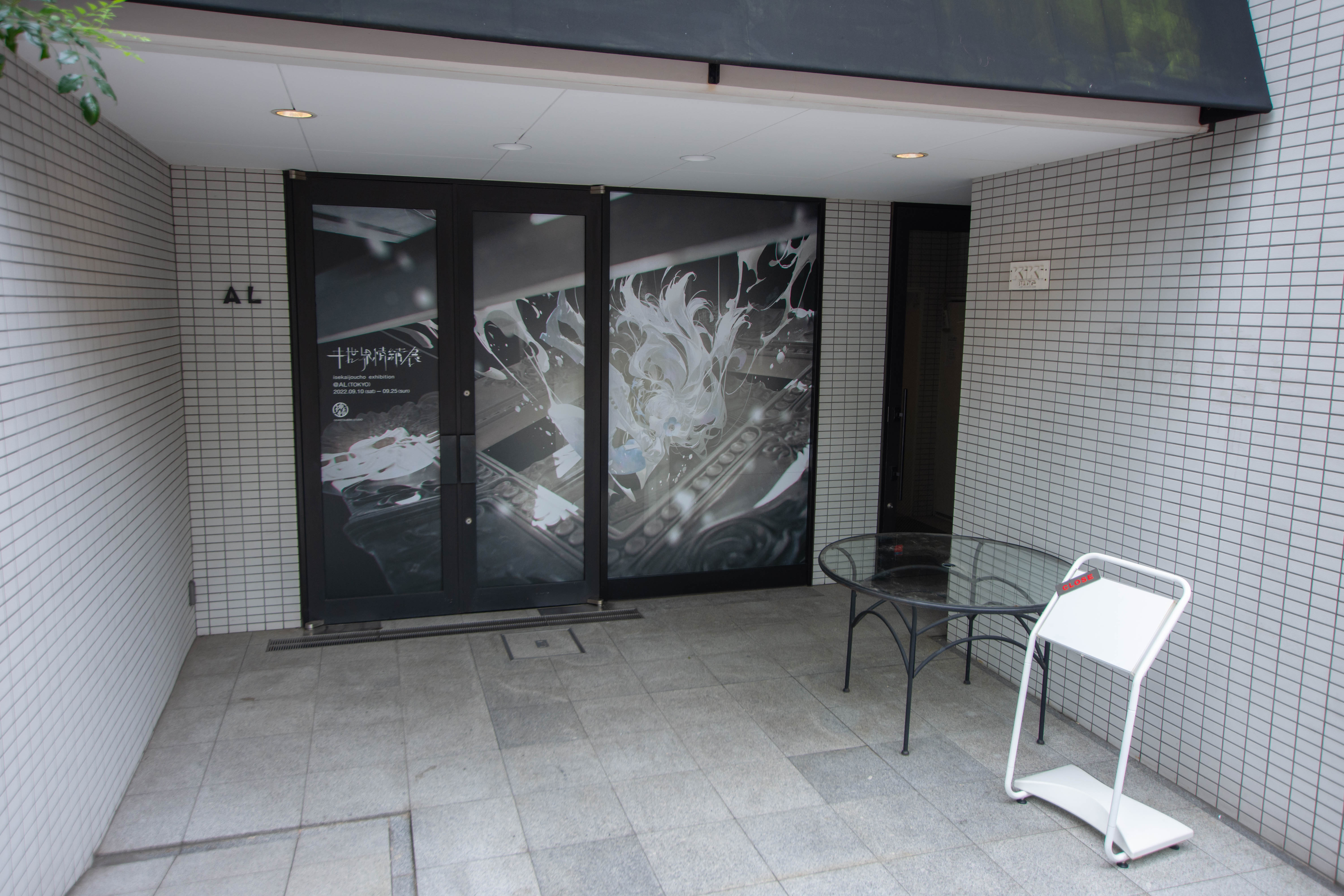
「ヰ世界情緒展」が開催されたアートギャラリー AL

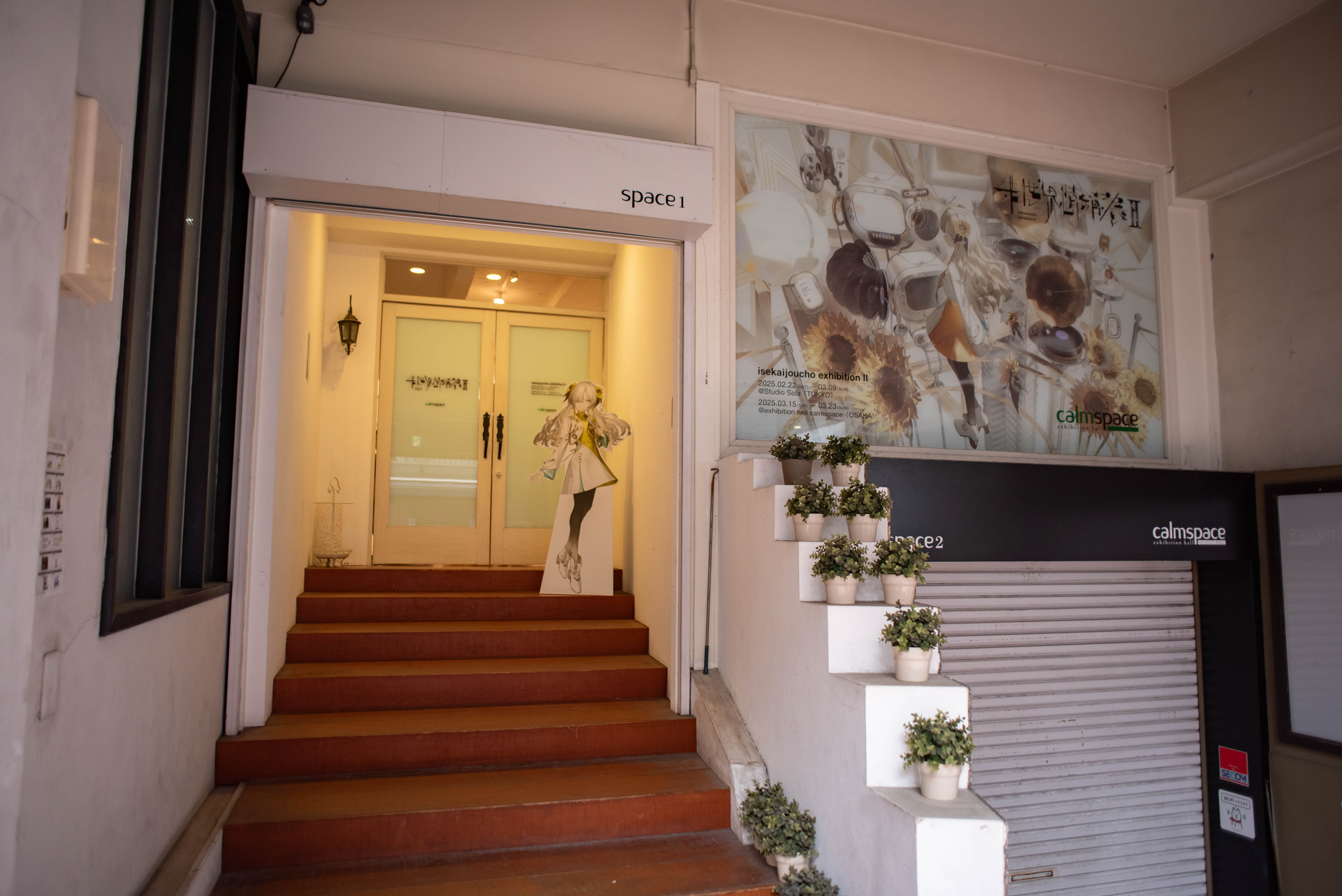
「ヰ世界情緒展II」が開催されたイベント会場 calm space

バーチャルシンガーとして歌を歌うだけでなく、自らイラスト制作を行っている。例えば、1st アルバム『創生β』および 2nd アルバム『色彩β』は、自身がパッケージイラストを描いている。
保育園でテーマソングを作っていた同時期から絵を描くことも好きになり、自分で描いた絵や、それを使って作ったもので遊ぶことが多かったと語っている。現在でも、休日は絵を描いて過ごしている。
また、創作するうえでは、噓をつかず、正直に伝えることを大切にしていると語っている。また、絵を描きたいという衝動に際し、その伝えたいことを最後まで忘れず描くことを意識していると語っている。
2022年9月10日から9月25日まで、東京都渋谷区にて展示会「ヰ世界情緒展」が開催され、ヰ世界情緒本人が制作したイラストも展示された。2025年2月22日から3月9日にかけては東京都渋谷区にて、3月15日から3月23日にかけては大阪市中央区にて「ヰ世界情緒展II」が開催された。ここでも、ヰ世界情緒自身の作品が多数展示されていた。

### ナレーション・声優
ナレーションを行ったり、声優としても活動を行っている。KAMITSUBAKI STUDIOのオリジナルIPプロジェクトである『神椿市建設中。』では、夜河世界役を演じる。TRPGプロジェクト「神椿市建設中。NARRATIVE」プレミアムセッションでは、ゲームマスターを担当し、アン王女役を演じた。
2024年4月1日には、自身をモデルとしたアイドル育成アドベンチャーゲーム『project canvas～ヰ世界情緒育成計画～』をリリースした。作中では、アイドルとしての自分を演じた。ここでは普段より2割程度高いトーンで発声している。
FMヨコハマでは、番組『ヰ世界らじおプラネット』のラジオパーソナリティを務める。
V.W.Pメンバーの春猿火とは、2021年5月から2人で定期的にラジオ番組配信「神椿報奏部」を続けてきた。報奏部からは、2023年12月13日にリリースされたシングルである「CALL」や、2024年10月13日に春猿火のYouTubeチャンネルで配信されたライブ『SINKA LIVE SIRIES UNKNOWN SPACE 03 KAMITSUBAKI RADIO CLUB VIRTUAL MINI LIVE』などが誕生している。

## 衣装
ビジュアルはファンタジーかつヨーロピアンなデザインとなっており、メルヘンな少女らしいイメージを受ける。ヰ世界情緒のアバター衣装は「歌唱形態」と呼ばれるが、これまでに下記のものが発表されている。
- 普遍体 Anemone I / II（アネモネ）[63]
- 変異体 Heliotrope（ヘリオトロープ）[63]
- 普遍体 Nemophila I（ネモフィラ）[63]
- 普遍体 Nemophila II（ネモフィラ）[63]
- 変異体 Calla lily（カラーリリィ）[63]
- 変異体 Margaret Sol[64]（マーガレット ソル[65]）
- 変異体 Margaret Luna[64]（マーガレット ルナ[65]）
- 変異体 Edelweiss[64]（エーデルワイス[65]）
- 普遍体 Sunflower[64]（サンフラワー[65]）

変異体 Heliotrope は、2021年に開催された『ヰ世界情緒 1st ONE-MAN LIVE「Anima」』にて初披露された。普遍体 Nemophila I は、2022年7月17日に開催された理芽×ヰ世界情緒『TWO-MAN LIVE Blu-ray「Singularity Live」』にて、初披露された。それまでの白と黒を基調とするダークトーンなデザインから大きく変化した。普遍体 Nemophila II と変異体 Calla lily は2023年の『ヰ世界情緒 2nd ONE-MAN LIVE「Anima II」』にて初披露された。変異体 Margaret Sol は、2023年4月のVirtual Mini Live「Parallel Canvas」で初めて披露された。変異体 Margaret Luna は2023年10月に開催されたVirtual Mini Live「Parallel Canvas II」で初めて披露された。変異体 Margaret は、初登場時には呼び名が明かされず、『ヰ世界情緒 3rd ONE-MAN LIVE「Anima III」』で名前が発表された。また、『Anima III』では変異体 Edelweiss と普遍体 Sunflower も初披露された。

## 人物
特技は絵を描くことで、生きていくために創作活動が必須であると語っている。もともと歌を唄うことと絵を描くことがどちらも好きで、デビュー以前は絵を描くことを活動の軸にしたいと思っていた。また、レタリング技能検定二級を取得している。
趣味はゲームで、インディーズゲームからコンシューマーゲームまでいろいろなものを試している。好きなゲームのジャンルはアクション系で、アクションRPGなどをよくプレイしている。幼少期には、ゲーム『キングダムハーツ』の影響を受けている。ゲーム音楽では下村陽子が好きである。
音楽は宇多田ヒカルの影響を受けている。藤井風の楽曲もよく聞いている。親の影響でBoAなども聞いていたと語っている。また、黎明期のボカロ楽曲に出会い、聞き漁っていた。初めて買った音楽はsupercellの『supercell』である。
料理ではパスタが好きで、得意メニューは魚介の明太子クリームパスタである。

## 活動年表
2019年
- 12月9日、自身のYouTubeチャンネルに初めて動画を投稿しデビュー。

2020年
- 2月23日、1stオリジナル楽曲「物語りのワルツ」を公開。
- 12月26日、自身初となるカバーライブ「キャンディライブ」をYoutube Liveにて開催。

2021年
- 3月13日、『花譜 2nd ONE-MAN LIVE「不可解弐Q2」』にて花譜、理芽、春猿火、幸祜とともに結成したバーチャルアーティストグループV.W.Pの一員としての活動を開始。
- 10月23日、ヰ世界情緒 1st ONE-MAN LIVE「Anima」を開催。
- 12月8日、1st アルバム『創生α』/『創生β』をリリース。

2022年
- 2月25日、YouTubeメンバーシップ「ヰ世界電子通信部」開設を発表。
- 4月15日–4月16日、「魔女集会」JOINT LIVE および TALK EVENT、V.W.P 1st ONE-MAN LIVE「現象」に出演。
- 4月30日、VTuber Fes Japan 2022 DAY2にV.W.Pとして参加。
- 5月20日、自身の歌声を元にした歌唱用音声合成ライブラリ「音楽的同位体 星界 (SEKAI)」が音声合成ソフトウェア「CeVIO AI」のライブラリとしてリリース。
- 9月10日–9月25日、展覧会「ヰ世界情緒展」を開催。

2023年
- 1月14日、2回目のカバーライブ「キャンディライブ2」を開催。
- 4月4日、自身初の冠ラジオ番組、「ヰ世界らじおプラネット」がスタート。
- 4月15日、ヰ世界情緒 Virtual mini live「parallel canvas」を開催。
- 6月18日、ヰ世界情緒 2nd ONE-MAN LIVE「Anima II -神椿市参番街-」を開催。
- 7月9日には、佐久間洋司によるインタビューが学会誌『人工知能』に掲載。
- 10月28日、ヰ世界情緒 Virtual mini live「parallel canvas II」を開催
- 12月11日、自身の声を元にしたテキスト読み上げ用ソフトウェア「音楽的同位体 星界 TALK EXTENSION collaboration with VOICEPEAK」がリリース。

2024年
- 3月27日、2nd アルバム『色彩α』/『色彩β』をリリース。
- 8月7日、ヰ世界情緒 3rd ONE-MAN LIVE「Anima III」を開催。
- 12月8日、ヰ世界情緒 Virtual mini Live「Collection Bouquet」を配信。

2025年
- 2月22日–3月9日、「ヰ世界情緒展II」を東京で開催。
- 3月15日–3月23日、「ヰ世界情緒展II」を大阪で開催。

## 出演

### イベント
- キャンディライブ（2020年12月26日[71]、YouTube）
- 「魔女集会」JOINT LIVE (2022年4月15日、豊洲PIT)[73]
- 「魔女集会」TALK EVENT（追加公演）（2022年4月16日、豊洲PIT）[74]
- V.W.P 1st ONE-MAN LIVE「現象」（2022年4月16日、豊洲PIT）- V.W.Pとして[73]
- VTuber Fes Japan 2022 DAY2（2022年4月30日、幕張メッセ ニコニコ超会議2022特設ステージ）[75]
- キャンディライブ2（2023年1月14日、YouTube）[38]
- KAMITSUBAKI FES '23 (2023年3月30日、豊洲PIT）
- ヰ世界情緒 2nd ONE-MAN LIVE「Anima II -神椿市参番街-」（2023年6月18日、YouTube[42]）
- V.W.P 2nd ONE-MAN LIVE「現象II」(2024年1月13日、代々木第一体育館)
- 超音楽祭 in ニコニコ超会議2024（2024年4月22日、幕張メッセ）[14]
- ヰ世界情緒 3rd ONE-MAN LIVE「Anima III」（2024年8月7日、パシフィコ横浜）[43]
- KAMITSUBAKI FES '24（2024年8月8日、パシフィコ横浜）[43]
- SINKA LIVE SIRIES UNKNOWN SPACE 03 KAMITSUBAKI RADIO CLUB VIRTUAL MINI LIVE（2024年10月13日、YouTube）[62]
- V.W.P 2nd ONE-MAN LIVE「現象II(再)」（2024年11月2日、幕張メッセ） - V.W.Pとして
- Anime Festival Asia Singapore 2024（2024年12月1日、シンガポール） - リモート出演[77]
- ヰ世界情緒 Virtual mini Live「Collection Bouquet」 (2024年12月8日、YouTube)[47]
- ANISAMA V神 2024（2024年12月15日）[78]
- SINKA LIVE SERIES EP.Ⅵ V.W.P 3rd ONE-MAN LIVE 「現象III-神椿市探訪中-」（2025年3月27日、Z-aN） - V.W.Pとして、オンラインライブ[79]
- CENTRAL MUSIC & ENTERTAINMENT FESTIVAL 2025「VIVAL」（2025年4月5日、KT Zepp Yokohama）[80]
- KAMITSUBAKI WARS 2025 神椿後楽園戦線「KAMITSUBAKI XPERIENCE」 DAY1（2025年6月13日、TOKYO DOME CITY HALL）[81]

### テレビアニメ
- マブラヴ オルタネイティヴ（2021年 - 2022年、佐渡島の少女[82] / 臼杵咲良） - 2シリーズ
- 神椿市建設中。（2025年、夜河世界）

### ゲーム
- マブラヴ：ディメンションズ（2024年、臼杵咲良[83]）
- project canvas 〜ヰ世界情緒育成計画〜（2024年、ヰ世界情緒）
- 神椿市建設中。（2025年、夜河世界）

### ラジオ
- ヰ世界らじおプラネット（2023年4月4日 -、FMヨコハマ）[84]
- 井上貴博 土曜日の『あ』（2023年6月10日、TBSラジオ）[85]
- ぱんぱかカフぃ (R)-望郷編-（2023年8月24日、8月30日、9月6日、interfm）[86][87][88]
- ぶいあーる！〜VTuberの音楽Radio〜（2025年5月17日、NHK-FM）[89][90]

## ディスコグラフィ

### リリース作品
| タイトル       | アーティスト      | 配信日         | レーベル           |
| -------------- | ----------------- | -------------- | ------------------ |
| 物語りのワルツ | ヰ世界情緒        | 2020年12月30日 | KAMITSUBAKI RECORD |
| ジオラマドラマ | ヰ世界情緒        | 2020年12月30日 | KAMITSUBAKI RECORD |
| いろはに咲きて | ヰ世界情緒        | 2020年12月30日 | KAMITSUBAKI RECORD |
| パンドラコール | ヰ世界情緒        | 2022年8月17日  | KAMITSUBAKI RECORD |
| かたちなきもの | ヰ世界情緒        | 2022年11月9日  | KAMITSUBAKI RECORD |
| 暮れなずむ約束 | ヰ世界情緒        | 2022年12月7日  | KAMITSUBAKI RECORD |
| そして白に還る | ヰ世界情緒        | 2023年3月31日  | KAMITSUBAKI RECORD |
| 深淵           | ヰ世界情緒×花譜   | 2023年4月1日   | KAMITSUBAKI RECORD |
| 刻印           | ヰ世界情緒×幸祜   | 2023年4月1日   | KAMITSUBAKI RECORD |
| 牢獄           | 春猿火×ヰ世界情緒 | 2023年4月1日   | KAMITSUBAKI RECORD |
| 暗闇           | 花譜×ヰ世界情緒   | 2023年4月1日   | KAMITSUBAKI RECORD |
| 泡沫           | ヰ世界情緒×理芽   | 2023年4月1日   | KAMITSUBAKI RECORD |
| 生存           | ヰ世界情緒×春猿火 | 2023年5月17日  | KAMITSUBAKI RECORD |
| キミ消失セカイ | ヰ世界情緒        | 2023年7月3日   | KAMITSUBAKI RECORD |
| 不的           | 理芽×ヰ世界情緒   | 2023年7月26日  | KAMITSUBAKI RECORD |
| ラピスのお人形 | ヰ世界情緒        | 2023年9月20日  | PHENOMENON RECORD  |
| CALL           | ヰ世界情緒×春猿火 | 2023年12月13日 | PHENOMENON RECORD  |
| システムズコア | ヰ世界情緒        | 2024年7月31日  | PHENOMENON RECORD  |
| 眠りゆく芽吹き | ヰ世界情緒        | 2024年9月11日  | PHENOMENON RECORD  |
| アンビバレント | ヰ世界情緒        | 2024年10月23日 | PHENOMENON RECORD  |
| 果てなきソラへ | ヰ世界情緒        | 2024年12月19日 | PHENOMENON RECORD  |
| みらいのかたち | ヰ世界情緒        | 2025年3月26日  | PHENOMENON RECORD  |

### 公開作品
| タイトル       | 公開日         | 作詞・作曲・編曲                                                     | 映像・その他 |
| -------------- | -------------- | -------------------------------------------------------------------- | ------------ |
| 物語りのワルツ | 2020年2月23日  | samayuzame                                                           | [ 注釈 4 ]   |
| ジオラマドラマ | 2020年4月27日  | samayuzame                                                           | [ 注釈 5 ]   |
| ハイドレンジア | 2020年7月16日  | とうかさ                                                             | [ 注釈 6 ]   |
| いろはに咲きて | 2020年7月30日  | samayuzame                                                           | [ 注釈 7 ]   |
| とめどなき白情 | 2020年9月26日  | はるまきごはん                                                       | [ 注釈 8 ]   |
| 斯く美しき造花 | 2020年11月27日 | とうさか                                                             | [ 注釈 9 ]   |
| シリウスの心臓 | 2020年12月26日 | 傘村トータ                                                           | [ 注釈 10 ]  |
| ヰ世界の宝石譚 | 2021年7月12日  | sasakure.UK                                                          | [ 注釈 11 ]  |
| ディメンション | 2021年10月13日 | 柊マグネタイト                                                       | [ 注釈 12 ]  |
| 誰もいない絵で | 2021年10月23日 | rionos                                                               | [ 注釈 13 ]  |
| 霞がついてくる | 2021年12月9日  | はるまきごはん                                                       | [ 注釈 14 ]  |
| ARCADIA        | 2022年5月21日  | 香椎モイミ                                                           | [ 注釈 15 ]  |
| パンドラコール | 2022年8月19日  | 廉                                                                   | [ 注釈 16 ]  |
| かたちなきもの | 2022年11月9日  | ヰ世界情緒・香椎モイミ（作詞） 香椎モイミ（作曲・編曲）              | [ 注釈 17 ]  |
| 暮れなずむ約束 | 2022年12月10日 | 香椎モイミ                                                           | [ 注釈 18 ]  |
| ほしをみるひと | 2023年5月7日   | 西憂花・まだら牛（作詞） 橘井健一・大川茂伸（作曲） 近藤芳樹（編曲） | [ 注釈 19 ]  |
| キミ消失セカイ | 2023年7月3日   | 廉                                                                   | [ 注釈 20 ]  |
| ラピスのお人形 | 2023年9月20日  | はるまきごはん                                                       | [ 注釈 21 ]  |
| そして白に還る | 2023年12月9日  | 香椎モイミ                                                           | [ 注釈 22 ]  |
| 描き続けた君へ | 2024年3月27日  | 香椎モイミ                                                           | [ 注釈 23 ]  |
| ANGELIC        | 2024年6月18日  | 香椎モイミ                                                           | [ 注釈 24 ]  |
| システムズコア | 2024年7月31日  | 廉                                                                   | [ 注釈 25 ]  |
| アンビバレント | 2024年10月23日 | 笹川真生                                                             | [ 注釈 26 ]  |
| 果てなきソラへ | 2024年12月19日 | 小原琉生（作詞） 大川茂伸（作曲） 朝比奈健人（編曲）                 | [ 注釈 27 ]  |
| みらいのかたち | 2025年3月26日  | ヰ世界情緒（作詞） 香椎モイミ（作曲・編曲）                          | [ 注釈 28 ]  |

| タイトル   | 公開日         | 作詞・作曲・編曲                          | 映像         | その他                         |
| ---------- | -------------- | ----------------------------------------- | ------------ | ------------------------------ |
| 透明な呼吸 | 2020年9月24日  | samayuzame                                | 木葉はづく   | somunia × ヰ世界情緒コラボ楽曲 |
| 深淵       | 2021年6月18日  | 香椎モイミ                                | ぬヴェントス | ヰ世界情緒×花譜の楽曲          |
| 刻印       | 2022年7月12日  | 柊マグネタイト                            | IshiTchi     | ヰ世界情緒×幸祜の楽曲          |
| 牢獄       | 2022年7月13日  | 平田義久                                  | IshiTchi     | 春猿火×ヰ世界情緒の楽曲        |
| 泡沫       | 2022年9月17日  | 廉                                        | まるいち     | ヰ世界情緒×理芽の楽曲          |
| 生存       | 2023年5月17日  | 大沼パセリ（作詞・作曲） 安宅秀紀（編曲） | koshi-kun    | ヰ世界情緒×春猿火の楽曲        |
| 不的       | 2023年7月26日  | 笹川真生                                  | koshi-kun    | 理芽×ヰ世界情緒の楽曲          |
| CALL       | 2023年12月13日 | 大沼パセリ                                | Yazhirush    | 春猿火×ヰ世界情緒の楽曲        |

### 参加作品
| 発売日                                            | タイトル       | 収録曲                                                      |
| ------------------------------------------------- | -------------- | ----------------------------------------------------------- |
| KAMITSUBAKI x Monark Collaboration Album「Awake」 | 2021年10月20日 | 何億光年の孤独 この夢に弔いを 愛厭奇譚 / 春猿火, ヰ世界情緒 |

| タイトル                                      | 公開日        | アーティスト | 作詞・作曲・編曲                      | 映像                                |
| --------------------------------------------- | ------------- | ------------ | ------------------------------------- | ----------------------------------- |
| new world feat. ヰ世界情緒                    | 2024年6月12日 | Aiobahn      | Aiobahn                               | Aiobahn                             |
| 双生コンフリクト feat. ヰ世界情緒             | 2024年8月14日 | LOLUET       | 香椎モイミ                            | ZnnnZ                               |
| Silhouette feat. ヰ世界情緒                   | 2024年9月21日 | Project HYKE | 山野辺翔平（作詞）、深澤祐貴（作曲）  | orie（イラスト）                    |
| 連れ出してトロイメライ feat. ヰ世界情緒, 弌誠 | 2025年5月14日 | MAISONdes    | 弌誠（作詞・作曲）、100回嘔吐（編曲） | NUL (Director)、 Ko Sato (Producer) |